# 옐레나 카를레우샤
옐레나 카를레우샤(세르비아어: Јелена Карлеуша, 영어: Jelena Karleuša, 1978년 8월 17일 ~ )는 세르비아의 가수, 패션 디자이너이다. 1995년 데뷔 앨범 Ogledalce 을 발매하며 신성 스타로 떠올랐으며, 1999년에는 팝 사운드를 가미한 앨범 ''Gili, gili를 발매하며 음악적 변신을 선보였다. 옐레나 측은 2012년 발매 앨범 Diva 가 세르비아 음악 시장에서 가장 성공한 앨범 중 하나가 되었다고 밝혔다.
음악 활동 외에 패션계에서도 활동을 하는데, 2006년 패션 브랜드 "JK 웨어"(JK Wear)를 런칭했다.

## 음반 목록
- Ogledalce (1995)
- Ženite se momci (1996)
- Veštice, vile (1997)
- Jelena Karleuša (1998)
- Gili, gili (1999)
- Ludača (2001)
- Samo za tvoje oči (2002)
- Magija (2005)
- JK Revolution (2008)
- Diva (2012)